# Pothyne septemvittipennis
Pothyne septemvittipennis là một loài bọ cánh cứng trong họ Cerambycidae.